# Zagórze, Gmina Wielgomłyny
Zagórze [zaˈɡuʐɛ] es un pueblo ubicado en el distrito administrativo de Gmina Wielgomłyny, dentro del Distrito de Radomsko, Voivodato de Łódź, en Polonia central. Se encuentra aproximadamente a 4 kilómetros al noroeste de Wielgomłyny, a 21 kilómetros al este de Radomsko, y a 85 kilómetros al sur de la capital regional Lodz.